# Manoir de Kerdudou
Le manoir de Kerdudou est un édifice situé au Le Faouët en France.

## Localisation
Le manoir était situé sur le territoire de la commune du Le Faouët, au lieu-dit Kerdudou, dans le département du Morbihan en région Bretagne.

## Description
Le manoir date des XVIe et XVIIIe siècles. Édifice à un étage carré et étage de comble construit en moellons en pierre de taille de granite, toiture à longs pans ; pignon découvert. Escalier hors-œuvre ; escalier à vis sans jour. 

## Historique
L'aile ouest du manoir est partiellement des XVe et XVIe siècles, elle est reconstruite aux  XVIIe et XVIIIe siècles. Le logis nord est construit en 1708.
Le manoir est inscrit à l'inventaire général du patrimoine culturel en 1965.